# Йоребру (замък)
Замъкът „Йоребру“ (на шведски: Örebro slott) е средновековен крепостен замък в центъра на град Йоребру, провинция Нерке, Швеция. Разположен е на малък остров по течението на река Свартон, свързан с мостове за двата бряга на реката.

## История
Най-старата част от замъка, 25-метровата отбранителна кула, е издигната през втората половина на 13 век.
През по-голямата част от времетраенето на Калмарската уния, крепостта е обитавана от датски и германски висши сановници. Изключение прави периодът от 1434 до 1436, когато замъкът е превзет от Енгелбрект, противник, възстанал срещу Унията. През януари 1522 чуждото владичество над Йоребру, установено по време на Унията, приключва, когато крепостта е завзета от бъдещия крал Густав Васа. Въпреки че крал Густав често отсядал в Йоребру, по време на управлението му не са предприети съществени преустройства по крепостта, както се случило по негово време в други кралски резиденции като например в Упсала, Вадстена и Грипсхолм.
През 1560 г., най-младият син на Густав Васа, Карл, получава титлата дук на Сьоденманланд, Нерке и Вермланд. Засиленият интерес на Карл към добива и обработката на желязо прави Йоребру един от най-важните за дука градове. В резултат през 1573 година започва съществено преустройване на замъка, което продължава и около 1600 година, приблизително по времето, когато дукът е коронясан като крал Карл IX и замъкът започва да се използва като резиденция при кралските посещения в града. Окончателното преустройство на замъка приключва около 50 години след като е започнато – през 1627 година. Към този момент обаче визитите на краля вече били толкова нарядко, че настъпил период на упадък.
През 1725 г. сериозно разрушение оставя почти цялата крепост необитаема, а 13 години по-късно големи части от североизточната кула се срутили в река Свартон. След няколко неуспешни опита, неосъществени заради висока цена и сложност на проектите, между 1758 и 1764, замъкът е преустроен от укрепително съоръжение в модерен административен комплекс. От 1766 година зданието започва да се ползва за седалище на областния управител.
Днес част от замъка е отворена за посещения, някои от помещенията му се използват като класни стаи за ученици от училището Karolinska Skolan, проведжат се изложби, концерти, конференции. Кулата, в чието приземие е оформена музейна експозиция, е достъпна за безплатни посещения.
- Предната фасада на замъка
- Мостът, който свързва острова с левия бряг на реката
- Мостът, който свързва острова с десния бряг на реката
- Вътрешният двор на замъка, най-вдясно е входът